# Truman Bodden Stadium
Truman Bodden Stadium – wielofunkcyjny kompleks sportowy w George Town na Kajmanach. Kompleks podzielony jest na otwarty 6-torowy 25-metrowy basen pływacki, bieżnię lekkoatletyczną i parkiety do koszykówki i netballu. Boisko otoczone przez bieżnię jest używane do meczów piłki nożnej, jak również do innych sportów stadionowych.